# Via Egnatia

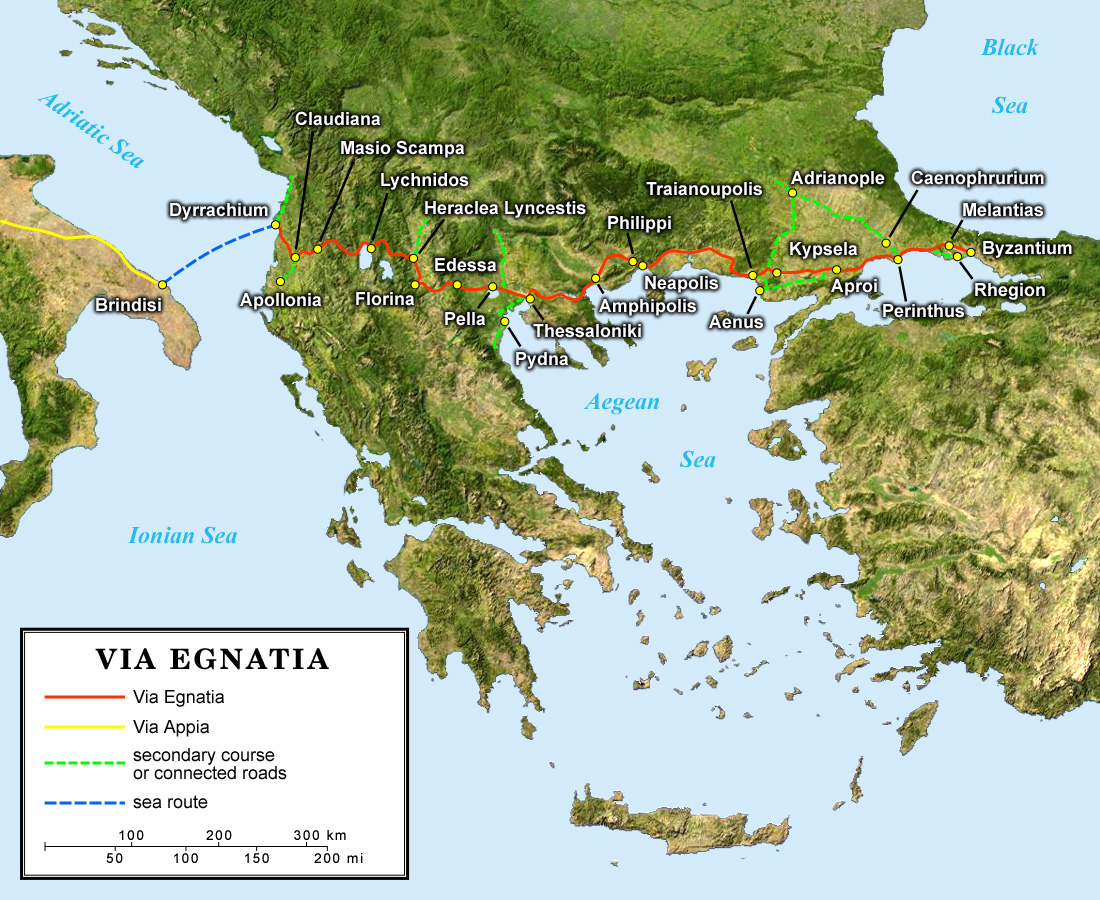
Pe unde trecea Via Egnatia, reprezentare pe harta Greciei

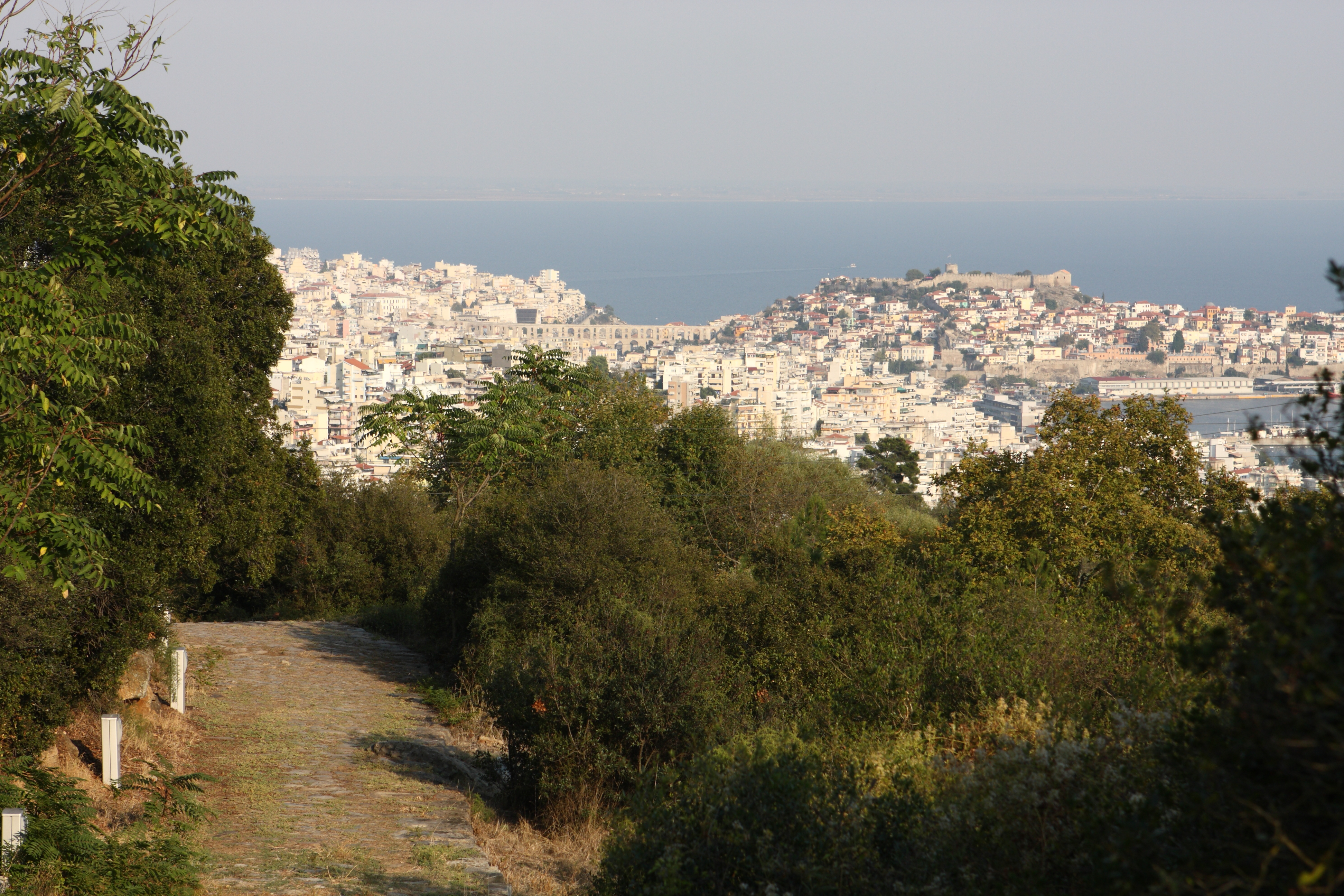
Parte din vechiul drum la Kavala/Neapolis

Via Egnatia (limba greacă: Ἐγνατία Ὁδός) a fost un drum roman antic construit în secolul al II-lea î.Hr. Drumul trecea prin provinciile romane Iliric, Macedonia și Tracia, traversând un teritoriu care astăzi aparține statelor Albania, Macedonia, Grecia și Turcia (partea europeană).